# Frederic al II-lea, Mare Duce de Baden
Frederic al II-lea, Mare Duce de Baden (n. 9 iulie 1857, Karlsruhe, Marele Ducat de Baden – d. 9 august 1928, Badenweiler, Baden-Württemberg, Germania) a fost ultimul Mare Duce de Baden.

## Biografie
A devenit Mare Duce la 28 septembrie 1907, după decesul tatălui său, Frederic I. A abdicat la 22 noiembrie 1918, în mijlocul Revoluției Germane din 1918-1919 care a dus la abolirea Marelui Ducat.
După decesul verișoarei lui, Carola de Vasa, el a devenit descendentul reprezentativ al regelui Suediei al Casei de Holstein-Gottorp.
La 20 septembrie 1885 la Schloss Hohenburg, s-a căsătorit cu Prințesa Hilda de Luxemburg, singura fiică a Marelui Duce Adolf. 